# Kup europskih prvaka u rukometu 1989./90.
Ovo je 30. izdanje Kupa europskih prvaka u rukometu. SKA Minsk obranio je naslov. Sudjelovalo je 28 momčadi. Nakon dva kruga izbacivanja igrale su se četvrtzavršnica, poluzavršnica i završnica. Hrvatski klub RK Chromos Zagreb predstavljao je Jugoslaviju, a ispao je u četvrtzavršnici od TUSEM Essena (17:24, 32:26). 

## Turnir

### Poluzavršnica
- SKA Minsk -  TUSEM Essen 27:17, 28:28
- Barcelona -  US Creteil 23:18, 20:19

### Završnica
- SKA Minsk -  Barcelona 26:21, 27:29

- europski prvak:  SKA Minsk (treći naslov)

## Vanjske poveznice
- Opširnije